# Euro Digital Songs
Euro Digital Songs e Euro Digital Tracks são paradas musicais compiladas pela Nielsen SoundScan e publicadas pela Billboard desde 2008 e 2005, respectivamente.
Estes gráficos são compilados pelas músicas mais baixadas na Europa. A Nielsen, atualmente, acompanha as vendas de músicas digitais a partir de mais de 200 serviços digitais e operadoras móveis em 18 mercados europeus: Áustria, Bélgica, Dinamarca, Finlândia, França, Alemanha, Grécia, Irlanda, Itália, Luxemburgo, Holanda, Noruega, Polônia, Portugal, Espanha, Suécia, Suíça e Reino Unido.